# Вальдес, Альфонсо де
Альфонсо де Вальдес (исп. Alfonso de Valdés; около 1490, Куэнка (Испания) — 1532, Вена, Священная Римская империя) — испанский писатель, гуманист и политик эпохи Возрождения, секретарь испанской короны и императора Священной Римской империи Карла V.
Выдающийся представитель испанского эрадизма — одного из течений гуманизма, вдохновлённого идеями Эразма Роттердамского.

## Биография
Брат-близнец религиозного деятеля Реформации Хуана де Вальдеса.
Окончил университет в Алькала-де-Энаресе. С 1522 года служил секретарём императора Карла V. Был официальным составителем писем на латыни при императоре (в том числе писем к папе Клименту VII в 1526—1527 годах), исполнял дипломатические поручения. В качестве посла Священной Римской империи присутствовал на Аугсбургском рейхстаге (1530), где Ф. Меланхтоном были изложены основы лютеранства.
С 1525 года состоял в переписке с Эразмом Роттердамским, который во многом повлиял на формирование его позиций как христианского гуманиста.

## Творчество
Автор сатирических диалогов в традициях гуманизма. В своих сочинениях Вальдес критиковал папство и современное ему положение в католической Церкви.
«Диалог о том, что произошло в Риме» («Diálogo de las cosas ocurridas en Roma», 1528; другое название «Диалог Лактанция и архидьякона» («Diá logo de Lactancio y un arcediano») выступил не только как защитник императора, войска которого осаждали Рим, разграбленный после взятия (1527), но и подчеркивал провиденциальный характер произошедшего. Сочинение создано под влиянием Эразма Роттердамского; содержало резкую критику в адрес папы Климента VII и его окружения, провозглашало необходимость обновления католичествой церкви. Та же проблематика развивается в «Диалоге Меркурия и Харона» («Diálogo de Mercurio y Carón», 1528-30), сочетавшем традиции Лукиана и средневековых «плясок смерти». Писал о необходимости воспитания каждым человеком «внутреннего христианства», составными частями которого являются милосердие, скромность и простота. Согласно Вальдесу, после смерти будут спасены не те, кто строго придерживался внешних сторон религиозности, а те, кто всю жизнь трудился и сохранял искреннюю веру в душе.